# Technischer Durchführungsstandard
Ein Technischer Durchführungsstandard ist ein EU-Rechtsakt. Die englische Bezeichnung lautet implementing technical standard. Auch im Deutschen wird häufig die Bezeichnung Technischer Implementierungsstandard und die Abkürzung ITS verwendet.
Während EU-Verordnungen und EU-Richtlinien Rechtsakte auf Ebene 1 (englisch: Level-1) und somit auf höchster Ebene sind, stellt ein ITS einen Rechtsakt auf Ebene 2 (englisch: Level-2) dar. Die allgemeine Rechtsgrundlage für diesen Ansatz ist Artikel 291 des Vertrags über die Arbeitsweise der Europäischen Union. Ein ITS ist ein technischer Durchführungsrechtsakt, der die einheitliche Anwendung gewisser Bestimmungen im zugrunde liegenden Rechtsakt sicherstellen sollte.
Neben ITS können auch RTS (Regulatory Technical Standard / deutsch: Technischer Regulierungsstandard) eine EU-Verordnung bzw. eine EU-Richtlinie präzisieren. RTS und ITS enthalten keine strategischen oder politischen Entscheidungen und ihr Inhalt wird durch die Gesetzgebungsakte, auf denen sie beruhen, beschränkt. Eine EU-Verordnung bzw. EU-Richtlinie kann keinen, einen oder mehrere zugehörige ITS haben, was von der Komplexität des Themas und vom Präzisierungsbedarfs abhängt.